# Dinshikurnur, Gulbarga
Dinshikurnur là một làng thuộc tehsil Gulbarga, huyện Gulbarga, bang Karnataka, Ấn Độ.